# Florence Engel Randall
Florence Engel Randall, née le 18 octobre 1917 à New York et morte le 4 septembre 1997, est une auteure américaine. Randall a écrit un total de cinq romans, ainsi que plus d'une centaine de nouvelles tout au long de sa carrière. Randall est surtout connue pour son roman Les Yeux de la forêt (1976), qui a été adapté au cinéma sous le même nom par Walt Disney Pictures en 1980 et un téléfilm par Lifetime Television en 2017.

## Biographie
Randall est né le 17 octobre 1917 à Brooklyn, New York. Elle a écrit plusieurs romans pour jeunes adultes, dont The Almost Year, qui a été reconnu comme un livre remarquable de l'American Library Association lors de sa sortie en 1971.
Randall est décédée en 1997 à Great Neck, New York, où elle a vécu plus tard. Les papiers de Randall sont conservés dans une collection du Gotlieb Archival Research Center de l'Université de Boston. Il existe également une bourse pour les femmes écrivains accordée chaque année par l'université, appelée The Randall Award.

## Œuvres
- Hedgerow (1967)
- The Place of Sapphires (1969)
- The Almost Year (1971)
- Haldane Station (1973)
- Les Yeux de la forêt (A Watcher in the Woods, 1976)
- All the Sky Together (1985)